# Laboulbeniaceae
Laboulbeniaceae G. Winter – rodzina grzybów z rzędu owadorostowców (Laboulbeniaceae).

## Charakterystyka
Grzyby entomopatogeniczne będące pasożytami głównie chrząszczy (Coleoptera). Nie tworzą grzybni. Kiełkujący zarodnik przymocowuje się do chitynowego oskórka chrząszcza za pomocą podstawy z której wyrasta ssawka przebijająca oskórek i pobierająca substancje pokarmowe z hemolimfy owada.  Organy rozrodcze żeńskie lęgnie składają się z dużej okrągłej komórki z cienkim walcowatym wyrostkiem, oddzielonym przegrodą. Przypomina on włostek. Organy rozrodcze męskie to plemnie. Po zapłodnieniu w lęgni powstaje pęk worków, a w nich zarodniki płciowe – askospory.

## Systematyka i nazewnictwo
Pozycja w klasyfikacji według Index Fungorum: Laboulbeniaceae, Laboulbeniales, Laboulbeniomycetidae, Laboulbeniomycetes, Pezizomycotina, Ascomycota, Fungi.
Rodzinę Laboulbeniaceae do taksonomii wprowadził Heinrich Georg Winter w 1886 r. Według Index Fungorum, który bazuje na Dictionary of the Fungi, należy do niej 160 rodzajów. Niektóre z nich (występujące w Polsce):

- Acompsomyces Thaxt. 1901
- Amorphomyces Thaxt. 1893
- Aphanandromyces W. Rossi 1982
- Arthrorhynchus Kolen. 1857
- Asaphomyces Thaxt. 1931
- Autophagomyces Thaxt. 1912
- Botryandromyces I.I. Tav. & T. Majewski 1976
- Cantharomyces Thaxt. 1890
- Chaetarthriomyces Thaxt. 1931
- Chitonomyces Peyr. 1873
- Compsomyces Thaxt. 1894
- Coreomyces Thaxt. 1902
- Corethromyces Thaxt. 1892
- Cryptandromyces Thaxt. 1912
- Cucujomyces Speg. 1917
- Dimeromyces Thaxt. 1902
- Dimorphomyces Thaxt. 1893
- Dioicomyces Thaxt. 1901
- Diphymyces I.I. Tav. 1985
- Diplomyces Thaxt. 1895
- Dipodomyces Thaxt. 1931
- Distolomyces Thaxt. 1931
- Ecteinomyces Thaxt. 1902
- Eumonoicomyces Thaxt. 1901
- Euphoriomyces Thaxt. 1931
- Fanniomyces T. Majewski 1972
- Haplomyces Thaxt. 1893
- Hesperomyces Thaxt. 1891
- Hydraeomyces Thaxt. 1902
- Hydrophilomyces Thaxt. 1908
- Idiomyces Thaxt. 1893
- Kainomyces Thaxt. 1901
- Laboulbenia Mont. & C.P. Robin 1853
- Mimeomyces Thaxt. 1912
- Misgomyces Thaxt. 1900
- Monoicomyces Thaxt. 1900
- Peyritschiella Thaxt. 1890
- Phaulomyces Thaxt. 1931
- Rhachomyces Thaxt. 1895
- Rickia Cavara 1899
- Siemaszkoa I.I. Tav. & T. Majewski 1976
- Sphaleromyces Thaxt. 1894
- Stichomyces Thaxt. 1901
- Stigmatomyces H. Karst. 1869
- Symplectromyces Thaxt. 1908
- Synandromyces Thaxt. 1912
- Tavaresiella T. Majewski 1980
- Teratomyces Thaxt. 1893
- Trenomyces Chatton & F. Picard 1908
- Triceromyces T. Majewski 1980
- Zodiomyces Thaxt. 1891

Nazwy naukowe według Index Fungorum. Wykaz taksonów według W. Mułenki i in.